# 후안 바레라
후안 라몬 바레라 페레스(스페인어: Juan Ramón Barrera Pérez, 1989년 5월 2일 ~ )은 니카라과의 축구 선수로 현재 마나과 FC에서 미드필더로 활동 중이며 니카라과 축구 국가대표팀의 주장이자 니카라과 대표팀 내 국제 A매치 최다 득점 기록 보유자이다.

## 클럽 경력
2005년 레알 에스텔리 입단을 통해 프로에 입문한 후 2006년까지 활동했고 2008년부터 2011년까지는 왈테르 페레티에서 활동했으나 몇 경기에 출전했는지는 알려지지 않았다.
이후 2011년 파나마로 건너가 리가 파나메냐 소속팀인 타우로 FC에서 8경기를 뛰었고 2011 시즌 후 다시 레알 에스텔리로 넘어오면서 자국 리그로 복귀했다.
그리고 2013년 베네수엘라 세군다 리그의 페타레 FC로 임대 이적하여 1년간의 임대 생활을 거쳤고 이후 다시 에스텔리로 복귀하여 2015년까지 활약하며 팀의 리그 2연속 재패에 크게 기여했다.
이후 2015년부터 2018년까지 오스트리아, 베네수엘라, 과테말라, 콜롬비아 등 여러 해외 프로팀에서 선수 생활을 이어갔으며 2019년 친정팀인 에스텔리에서의 3번째 복귀를 알린 뒤 2년간 에스텔리에서 활약하며 리그 2회 우승(2020 클라우수라, 2020 아페르투라)에 기여했다.
그 후 과테말라 리가 나시오날의 CD 젤라후와 CD 과스타토야 그리고 친정팀인 레알 에스텔리를 거쳐 2024-25 시즌을 앞두고 마나과 FC 입단을 확정지었다.

## 국가대표팀 경력
2009년 1월 22일 엘살바도르와의 2009년 UNCAF 네이션스컵 A조 조별리그 1차전에서 국제 A매치 데뷔전이자 국제 대회 데뷔전을 치렀으며 팀은 이 경기에서 1-1로 비겼다.
이후 벨리즈와의 조별리그 최종전에서 0-1로 지고 있던 후반 21분 A매치 데뷔골을 동점골로 장식하며 팀을 5·6위 결정전으로 이끌었고 팀은 이 대회 5·6위 결정전에서 과테말라를 2-0으로 꺾고 1승 2무 1패·5위의 성적을 거두며 42년만에 통산 3번째 골드컵 본선에 올랐다.
그 뒤 앵귈라와의 2018년 FIFA 월드컵 북중미카리브 지역 1차 예선에서 멀티골을 터뜨리며 2차 예선 진출을 이끌었고 벨리즈와의 2017년 코파 센트로아메리카나 4차전에서도 멀티골을 터뜨리며 니카라과의 8년만의 북중미 골드컵 4번째 본선 진출의 물꼬를 틀었다.
이후 2019-20년 CONCACAF 네이션스리그 예선에서도 무려 5골을 터뜨리며 2019-20년 CONCACAF 네이션스리그 B 입성 및 2회 연속 북중미 골드컵 본선 진출을 이끌었고 2022년 FIFA 월드컵 북중미카리브 지역 1차 예선에서도 3골을 터뜨리며 니카라과의 에이스다운 면모를 선보였다.
그리고 2022-23년 CONCACAF 네이션스리그 B에서도 2골을 터뜨리는 활약을 펼치며 팀의 C조 1위를 이끌었으나 팀의 부적격 선수 영입과 러시아의 우크라이나 침공에 따른 안전 문제까지 겹치면서 2023년 CONCACAF 골드컵 본선 진출 및 차기 시즌 리그 A 승격 자격이 조 2위팀인 트리니다드 토바고에게 넘어가버렸다.
그러나 차기 시즌인 2023-24년 CONCACAF 네이션스리그 B에서는 비록 득점을 기록하지는 못했지만 6경기에 모두 출전하며 니카라과의 4시즌만의 CONCACAF 네이션스리그 A 승격에 일조했다.

## 이력
- 2009년 CONCACAF 골드컵 국가대표
- 2017년 CONCACAF 골드컵 국가대표
- 2019년 CONCACAF 골드컵 국가대표